# La Traca
La Traca est une revue satirique publiée à Valence (Espagne) entre le 15 novembre 1884 et 1938,.
D'idéologie antimonarchiste, anticléricale et anticentraliste, elle est réputée pour son ton très transgressif. Elle est la revue satirique valencienne la plus populaire de l'histoire.
Dirigée pendant une grande partie de son histoire par le journaliste Vicent Miguel Carceller, La Traca a connu des périodicités variables et diverses interruptions dues à la censure. La revue a été publiée la plupart du temps en valencien mais aussi en espagnol, durant sa dernière période, lorsqu'elle est traduite et diffusée dans toute l'Espagne et atteint sa plus grande diffusion. Pour déjouer la censure, elle a parfois été éditée sous des titres différents comme La Sombra et La Chala.

## Titre

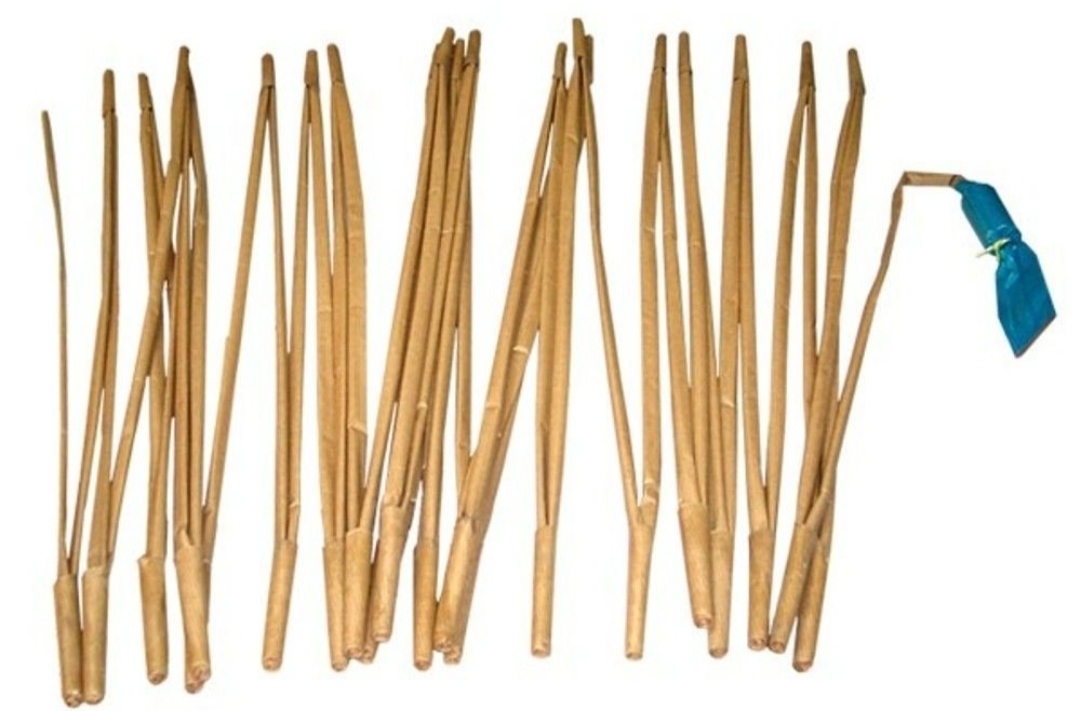
Une traca valencienne.

La revue tire son nom du mot traca, désignant un artifice pyrotechnique, une série de gros pétards reliés entre eux par une corde, comme on en utilise typiquement dans les mascletaes. Le même titre est porté par une revue populaire barcelonaise publiée dans les années 1910 et 1920. Le mot est d'origine onomatopéique et attesté dès le XIIIe siècle en catalan, mais dans un autre sens. L'acception pyrotechnique est attestée en 1851 en valencien, et c'est probablement du Pays valencien qu'elle s'est ensuite diffusée en catalan central et en castillan.

## Place dans le panorama de la presse valencienne
La Traca apparaît en 1884, au début de la Restauration, dans un contexte d'éclosion de la presse satirique au Pays valencien, avec l'apparition de pratiquement un nouveau titre, la plupart du temps éphémère, chaque année, notamment El Pare Mulet et El Bou Solt, toutes deux dirigées par Constantí Llombart.
Dans la lignée de la pionnière El Mole (1837-1840), La Traca arbore une idéologie antimonarchiste, anticléricale, anticentraliste et fédéraliste, et elle est réputée pour son ton très agressif et transgressif,. Elle est également héritière du journalisme critique et sarcastique pratiqué par des figures historiques du journalisme valencien comme Josep Bernat i Baldoví.
Sa réactivation en 1931 est l'évènement le plus notable du panorama de la presse valencienne durant la Seconde République. Au cours de cette période, elle devient « la première et seule publication de masse  qu'aura le journalisme en catalan à Valence ».
El Tio Cuc (1914-1936) est un hebdomadaire d'Alicante au ton similaire, et qui s'affiche également comme défenseur de la gent de tro.

## Histoire

### Première période (1884-1887)
La Traca est tout d'abord une revue en valencien d'humour satirique et de style costumbrista, dans la lignée des sainetes valenciens de la fin du XIXe siècle et du début siècle suivant.
La revue, portant alors le sous le sous-titre «revista pa la chent de tro» (« revue pour les gens de tonnerre [ou ' détonation'] », retranscrit selon la phonétique du valencien central) est dirigée par Manuel Lluch i Soler, avec Luís Cebrián comme rédacteur en chef, tous deux disciples de Constantí Llombart, avec qui ils avaient déjà collaboré dans la publication satirique El Dotor Cudol. Sa publication est suspendue à 7 reprises, la dernière fois le 13 mars 1887, avec l'emprisonnement du directeur,.
Malgré tout, La Traca est encore publiée avec une périodicité incertaine et différents changements de nom en 1888 et fin 1889, jusqu'à sa disparition définitive en 1892.
En 1887, la revue décerne décerne les premiers prix fallers de l'histoire.
Dans cette première période, la revue atteint un tirage de 12 000 exemplaires, ce qui fait d'elle l'un des titres de presse les plus lus à Valence.
L'esprit de La Traca perdure avec de nouveaux titres, comme La gran dispará (« la grande détonation »), publiée en 1893 par Lluch Soler et Rafael Azopardo, ou La Troná (« Le coup de tonnerre »), en 1894. En juillet de cette même année, paraît une Nova Traca (« Nouvelle 'Traca' »), héritière de ce même esprit et qui ne dure que six numéros. En 1899 encore, paraît L'Infern (« L'Enfer »), aux caractéristiques similaires.

### Réactivation par Vincent Miguel Carceller (1908) -La Chala

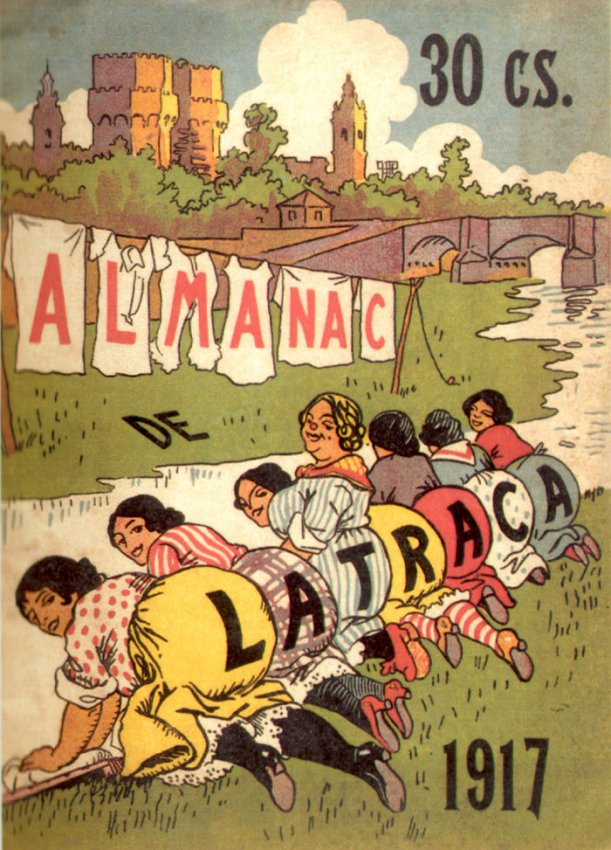
Couverture de l'almanach de La Traca de 1917.

La résurrection de la revue a lieu en 1908. Elle connaît d'autres altérations de son titre (La Traca Nova le 11 septembre 1909 ), jusqu'au rétablissement de son nom original La Traca en 1912.
C'est à ce moment qu'apparaît Vicent Miguel Carceller, qui sera le grand éditeur de l'hebdomadaire. Le journaliste valencien relance la revue en décembre 1911 avec un groupe de journalistes républicains, notamment Félix Azzati. L'autre grande figure de l'hebdomadaire est Josep Calpe de Sabino, associé financier de Carceller, qui apparaît comme propriétaire du journal dans le registre, bien qu'en un peu plus d'un an il se trouve remplacé par Carceller. À ce stade, à la tête de la publication, outre Carceller et Calpe, participent Josep Moreno Gay, Joaquim Herrero et Eduardo Gisbert. La publication connaît rapidement le succès, et entraîne l'apparition d'une douzaine d'imitateurs à sa suite, ainsi qu'une multitude de plaintes et procès à cause du contenu de l'hebdomadaire,, notamment le contenu érotique de certains dessins. Si ces dénonciations mettent en péril la viabilité de l'entreprise et la liberté du directeur, elles permettent aussi de lui faire une publicité efficace. Vendue cinq centimes de peseta, La Traca atteindra un tirage de 12 000 exemplaires en 1913, dont 6 000 vendus par correspondance hors de la ville,. Au début de 1914, le tirage de La Traca, dépassant celui de tous autres périodiques de la ville, augmente jusqu'à 14 000 exemplaires, et s'élève même à 30 000 pour l'almanach publié en 1915.

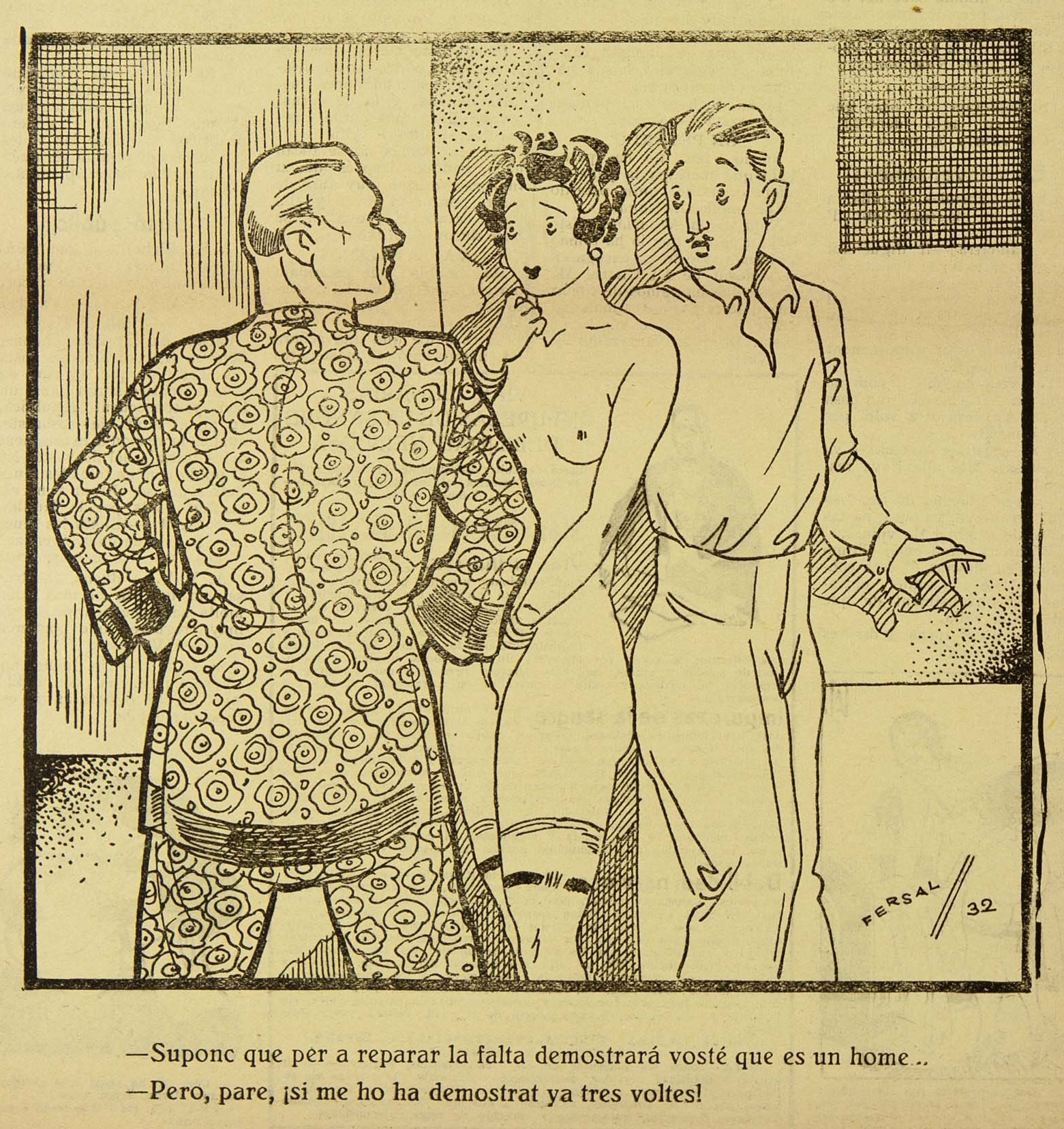
Image érotique humoristique de La Chala, 1932. Le dialogue dit (en catalan) : « - Je suppose que pour réparer la faute vous allez démontrer que vous êtes un homme... - Mais, père, s'il me l'a déjà démontré trois fois ! ».

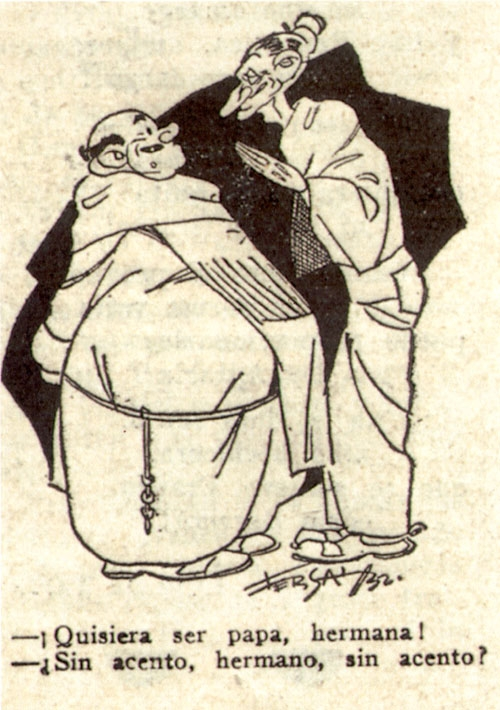
Illustration humoristique critique envers l'Église, publiée dans La Traca par Fersal en 1932. Le dialogue dit (en espagnol) : « - Je voudrais être pape, sœur ! - Sans accent, frère, sans accent ? » (jeu de mot entre papa, « pape » et papá, « papa »).

En avril 1916, une rupture se produit entre le directeur de La Traca, Vicent Miguel Carceller, et l'ancien associé financeur Josep Calpe. Ce dernier lance une nouvelle revue intitulée La Matraca avec un groupe d'anciens rédacteurs de la revue imitant le ton général et l'esthétique de La Traca, mais avec un humour plus conventionnel, les rédacteurs reprochant à Carceller d'avoir trahi l'esprit original de la revue en publiant des blagues trop osées pour augmenter les tirages, malgré les constantes amendes et suspensions subies. Cependant, la stratégie de Carceller s'avère fructueuse, puisque La Matraca ferme après un peu plus de quatre mois et Calpe doit fuir la ville en raison des pertes financières accumulées.
L'augmentation du tirage de La Traca réduira la marge de bénéfice des éditeurs, surtout pendant la Première guerre mondiale, en raison du manque de papier et de la hausse des prix des matériaux. Au début de 1918, le prix double pendant deux mois pour s'élever à 10 centimes, avec en contrepartie un supplément de  bande dessinée humoristique intitulé Pim, Pam, Pum, publication revenant à son prix initial après l'expérience, probablement à cause de la baisse des ventes imputable à l'augmentation de prix.
Au cours des années 1920, l'activité de la maison d'édition Carceller (ca) se poursuit à un bon rapide, notamment à partir de 1922 avec la publication de la revue taurine El Clarín (ca).
En juillet 1923, La Traca annonce des changements, avec une augmentation du contenu érotique et l'embauche de dessinateurs spécialisés. En conséquence, des dessins comme ceux des artistes Enrique Pertegás (es) et Oximel sont la cause de poursuites judiciaires en septembre 1923. À la suite de l'instauration de la dictature de Primo de Rivera, l'hebdomadaire subit tout d'abord une lourde censure la contraint à publier avec les textes barrés en blanc, puis en 1924 la publication est finalement suspendue pendant six ans après la publication de son numéro 659, en raison d'une plainte pour contenu antireligieux. Deux mois plus tard paraît La Sombra "semanari festiu y lliterari" (« L'Ombre. Hebdomadaire festif et littéraire »), clair continuateur de La Traca avec un nom différent, une manière de se moquer des mesures de répression, bien que le ton du magazine soit beaucoup plus prudent dès le premier numéro, avec la disparation le contenu anticlérical et érotique.  Quatre-vingt-sept numéros plus tard, en 1926, La Sombra cesse de paraître pour une raison inconnue, avec un tirage compris entre 15 000 et 20 000 exemplaires ce qui est signe d'une bonne vitalité et aucun indice d'une action de censure ou de plainte. Carceller publie immédiatement La Chala, une nouvelle revue avec le même type de sections et de titres que les précédentes, publiée entre le 17 avril 1926 et autour d'avril 1935. Le nom « La Chala » n'est pas nouveau, puisqu'il avait été porté par une revue fallera liée à la Falla de Na Jordana en 1891, et par une autre tentative de revue satirique semanari humoristic y chustisier (« hebdomadaire humoristique et justicier ») publié par Cristòfol Monzó en 1908. Le nom viendrait d'un sainete d'Eduard Escalante.
Durant cette période, le tirage courant de La Chala s'élève à plus de 15 000 exemplaires, atteignant les 25 000 lors des numéros spéciaux. La revue compte des abonnés en Catalogne, à Madrid, La Havane et  Buenos Aires.  Une délégation est même ouverte dans la capitale argentine, conduite par Mariano Ballester Pastor. Vicent Blasco Ibáñez, ami de l'éditeur exilé en France, la reçoit.

### République et guerre civile (1931-1938)

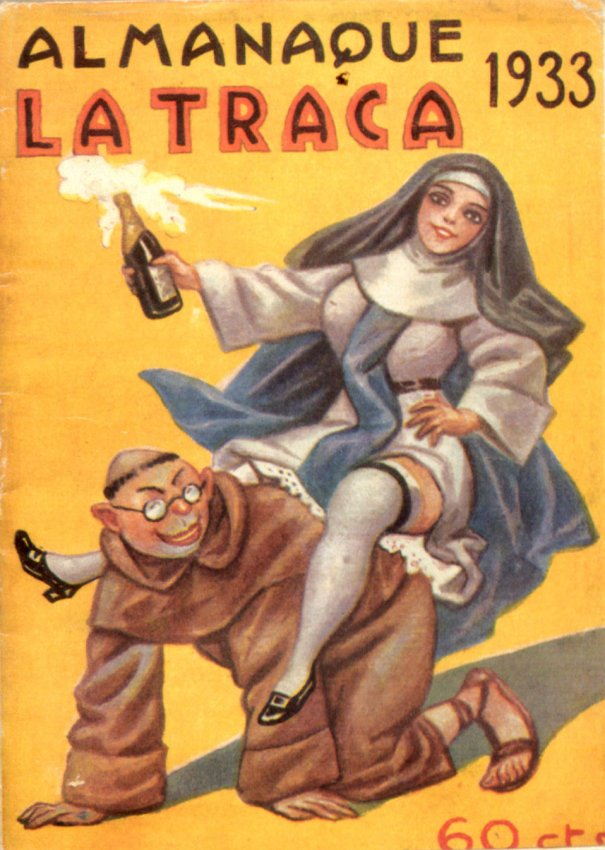
Couverture de l'almanach de La Traca de 1933.

Avec l'arrivée de la Seconde République, encouragé par le succès de La Chala, toujours publié en valencien, Carceller entrepend de traduire cette dernière en espagnol en reprenant l'ancien titre censuré de La Traca, diffusé dans le reste de l'Espagne, tandis que son humour devient plus corrosif et, surtout, encore plus politisé, en s'alignant avec la cause du Front populaire. La publication devient alors réputée pour son anticléricalisme cinglant,  notamment au début de la guerre civile avec la section «¿Qué haría usted con la gente de sotana?» (« Que feriez-vous avec ceux portant la soutane ? »), invitant les lecteurs à envoyer des libelles anticléricales pour publication. Dans cette nouvelle étape, La Traca atteint un tirage de plus de 500 000 exemplaires dans toute l'Espagne jusqu'à sa disparition, avec La Chala, en 1938,.
La revue disparaît avec l'entrée des forces franquistes à Valence. Ses numéros sont confisqués et son directeur, Carceller, est fusillé, ainsi que d'autres collaborateurs parmi lesquels Carlos Gómez Carrera et Modest Méndez Álvarez. Un autre collaborateur, Carnicero, est emprisonné à la fin de la guerre et condamné à trente ans de réclusion. Le collaborateur catalan Josep Altimira i Miramon, qui signait sous le pseudonyme d'Oxymel, parvient à sauver sa vie en acceptant la proposition des vainqueurs de se consacrer à la réalisation de travaux artistiques pour l'Armée.

## Héritage
El Pardalot Engabiat, revue satirique de la Transition, reproduit des vers satiriques de La Traca.
La Traca est réactivée pour la quatrième fois, cette fois par Eliseu Climent et Editorial Tres i Quatre, en tant que supplément satirique à la revue fallera Pensat i Fet à partir de 1997, toujours en valencien et avec le sous-titre revista per a la gent de tro (en graphie normalisée). Publiées chaque année au mois de mars (période des festivités), les deux revues cessent de paraître en 2008.
Historiquement, une multitude de revues falleras ou liées aux fallas ou à d'autres festivités valenciennes ont porté le même nom ou un nom similaire.

## Liste de titres
- La Traca, semanari pala chent de tró (15 novembre 1884 - 13 mars 1887, 113 numéros et 7 suspensions).
- La Nova Traca, pregonera de toda clase de porquerías españolas y especialmente valencianas[45] (1894, six numéros).
- La Traca, continuaora de l'anterior[46] (1908, au moins cinq numéros).
- La Traca Nova, seguidora del periódico alegre y festivo que en otras épocas tan ruidoso éxito alcanzó[47] (11 septembre 1909, au moins cinq autres numéros).
- La Traca, Nova[48] (25 décembre 1911 - 25 juillet 1912).
- La Traca, Semanari bilingüe, festiu i lliterari[49] (28 septembre 1912, commence au numéro 46 et sera suspendu au numéro 659. Il faut compter quelques numéros de danse pour éviter la censure, et quelques almanachs).
- La Sombra (19 juillet 1924 - 3 avril 1926, 87 numéros).
- La Chala (3 avril 1926 - 1935, 186 numéros et au moins deux almanachs. Il comprenait un supplément d'automne).
- La Traca (21 avril 1931-1934, 1936-1938, nombre total inconnu, estimé à 600).

## Collaborateurs
Deuxième et troisième étapes :
- Vincent Miguel Carceller
- Enric Pertegás (Tramus, Sade, Marqués de Sade)
- Carlos Gomez Carrera (Bluff)
- Enric Soler i Godes — Seulement dans La Chala —
- Juan Pérez del Muro
- Arturo Ballester Marco
- Modeste Méndez Álvarez (MA, G)
- Enrique Martínez Echevarria (Echea)
- Josep Soriano et Izquierdo (Ley)
- Ricardo García López (K-Hito)
- Miguel Martínez Verlichi (Palmer)
- Manuel González Martí (Folchi)
- Camps Fernando Perdiguero (Menda)
- Bartolito
- Alamar
- José María Carnicero Hernández
- López Rey — Seulement dans La Chala —
- Manuel Tovar Siles (Tovar) — Seulement dans La Chala —

Quatrième étape :
- Salvador Llosà i Selvi (ca) (El Gat Invisible)

## Note et références
(ca) Cet article est partiellement ou en totalité issu de la page de Wikipédia en catalan intitulée « La Traca » (voir la liste des auteurs).
1. ↑  Martínez et Laguna 2016, p. 44.
2. 1 2 3 4 5  Martínez Sanchis 2016, p. 25.
3. ↑  Martínez et Laguna 2016, p. 61.
4. 1 2 3 4  Entrée «traca», (ca) Joan Coromines, Diccionari etimològic i complementari de la llengua catalana, t. VIII, Barcelone, Curial Edicions Catalanes, 1995 (1re éd. 1988) (ISBN 84-7256-315-4), p. 684-686
5. ↑  Laguna Platero 2015, p. 196-201.
6. 1 2 3 4  Martínez Sanchis 2016, loc. 386.
7. ↑  Martínez Sanchis 2016, loc. 2652.
8. 1 2  (es) « LA TRACA, VALENCIA, 15-IX-1884 - 13-III-1887 » , sur Tebeosfera (consulté le 24 janvier 2016)
9. ↑  Martínez et Laguna 2016, p. 43.
10. ↑  Martínez et Laguna 2016, p. 42.
11. ↑  Martínez et Laguna 2016, p. 50.
12. 1 2 3 4 5  Laguna Platero 2015, p. 55.
13. ↑  (ca) Lamberto Ortiz «Lambert», « Les Falles i les revistes valencianes », Llibret de la Falla La Victòria,‎ 2013, p. 102
14. 1 2 3  (es) « La Traca » [archive du 26 mai 2024] , sur Tebeosfera (consulté le 2 juin 2025)
15. 1 2 3 4  Laguna Platero 2015, p. 56.
16. ↑  Laguna Platero 2015, p. 59.
17. 1 2  Laguna Platero 2015, p. 58.
18. ↑  Laguna Platero 2015, p. 60.
19. ↑  Laguna Platero 2015, p. 65.
20. 1 2 3 4  Laguna Platero 2015, p. 70.
21. 1 2  Laguna Platero 2015, p. 76.
22. 1 2  Martínez et Laguna 2016, p. 71.
23. ↑  Laguna Platero 2015, p. 71.
24. ↑  Laguna Platero 2015, p. 78.
25. 1 2  Laguna Platero 2015, p. 79.
26. ↑  Martínez et Laguna 2016, p. 73.
27. 1 2 3 4  Laguna Platero 2015, p. 99.
28. ↑  Laguna Platero 2015, p. 109.
29. ↑  Martínez et Laguna 2016, p. 85.
30. 1 2  Laguna Platero 2015, p. 110.
31. 1 2 3  (es) « La Chala » , sur Tebeosfera (consulté le 2 juin 2025)
32. ↑  Laguna Platero 2015, p. 112.
33. ↑  Martínez et Laguna 2016, p. 86.
34. 1 2  Laguna Platero 2015, p. 114.
35. ↑  Laguna Platero 2015, p. 113.
36. ↑  Laguna Platero 2015, p. 115.
37. ↑  (es) Gran enciclopedia de la Comunidad Valenciana, vol. 4, Levante-EMV, 2005 (ISBN 84-87502-51-2)
38. 1 2  Laguna Platero 2015, p. 116.
39. 1 2  Martínez et Laguna 2016, p. 77.
40. ↑  (es) « José María Carnicero Hernández » , sur Tebeosfera (consulté le 2 juin 2025)
41. ↑  (es) « Floreal, el TBO y la censura Estudios: », sur www.grafopata.com (consulté le 2 juin 2025)
42. ↑  Martínez Sanchis 2016, loc. 2697.
43. 1 2  Martínez Sanchis 2016, loc. 2721.
44. ↑  (es) M. Andrés Ferreira, « El centenario de 'La Traca' », sur Las Provincias, 12 mars 2008 (consulté le 2 juin 2025)
45. ↑  « héraut de toutes sortes de cochonnerie espagnoles et surtout valenciennes »
46. ↑  « suite de la précédente »
47. ↑  « successeur du journal joyeux et festif qui, en d'autres temps, obtint un succès aussi bruyant »
48. ↑  « Nouvelle »
49. ↑  « Hebdomadaire bilingue, festif et littéraire »